# 那桐墓
那桐墓，位于北京市朝阳区三间房地区双桥街西巷6号，是清朝大臣那桐的墓地。1986年，朝阳区人民政府将“那桐墓”公布为“北京市朝阳区重点文物保护单位”。

## 简介
那桐墓位于朝阳区三间房地区原北京内燃机总厂招待所。那桐墓占地面积近百亩，其中地上建筑占地面积约2000余平方米，西到杨家沟，东到广电宿舍西墙，北到原双桥火车站南站，南到如今那桐墓南侧的市政柏油路旁边。中华人民共和国成立后，那桐墓的宅第曾被中共通县党校占用，后来被八机部划拨给广电公司使用，文化大革命以后又划归北京内燃机总厂。该宅第先后被用作党校、五七干校、疗养院、招待所。
那桐墓的墓葬已无存。现存三进四层带有西跨院的四合院，为那桐墓的阳宅，坐北朝南，大门北开，门前左右两侧有一对青石上马石，依建筑风格判断为清朝晚期建筑。
1986年，朝阳区人民政府将“那桐墓”公布为朝阳区重点文物保护单位。2004年，因为古建筑残损严重，文物部门要求使用单位维修。2005年整体修缮，2006年完工。